# Foppe van Aitzema
Foppe van Aitzema (Midlum?, ca. 1580 - Praag, 28 oktober 1637) was een Nederlands diplomaat, die tijdens de Dertigjarige Oorlog overlegde met de keizer Ferdinand II over een oplossing.

## Biografie
Foppe van Aitzema was de zoon van Schelte van Aitzema. Hij studeerde aan de Hogeschool van Franeker. Hij bracht een bezoek aan Josephus Justus Scaliger in Leiden. In 1607 kreeg hij een aanstelling in Brunswijk bij de hertog Heinrich Julius von Braunschweig-Wolfenbüttel. Hij trouwde een meisje uit Halberstadt en werd kanselier van de protestantse bisschop in het nabijgelegen Helmstedt, de stad waar ook de eerste Duitse protestantse universiteit was gevestigd. Na de dood van hertog, die zijn benoeming blijkbaar had doorgedrukt, sloeg de familie Van Aitzema op de vlucht; Van Aitzema werd gegrepen en gevangengezet. Nadat zijn boel in beslag was genomen en Van Aitzema had beloofd nooit meer een voet in het hertogdom te zetten, werd hij vrijgelaten. Ondanks diverse pogingen, o.a. van de keurvorst van Brandenburg, stadhouder Maurits, de Staten-Generaal en de Staten van Friesland kreeg hij zijn waardevolle bezit nooit terug. 
In 1617 werd hij gezant bij de Hanzesteden en verbleef tien jaar lang in Lübeck of omgeving. Van Aitzema en Reinier Pauw onderhandelden met Christiaan IV van Denemarken, die vanuit Glückstadt de scheepvaart op de Elbe controleerde en tol hief. 
In 1635 vertrok hij in dienst van de Staten-Generaal en stadhouder Frederik Hendrik naar Wenen, maar werd beschuldigd van al te vriendelijke benadering tot de katholieke tegenstanders. Inmiddels was hij daar in adelstand verheven, maar werd teruggeroepen naar de Republiek om zich te komen verantwoorden. Van Aitzema keerde terug naar Hamburg, nadat hij in kennis was gesteld dat er een aanslag op hem werd beraamd. Via Dantzig vluchtte hij naar Praag en Wenen, en trad voor zijn dood toe tot de katholieke kerk. 
De diplomaat en historicus Lieuwe van Aitzema was zijn neef.

## Werken
- Poemata Juvenilia, Paris 1605; Neuauflage Helmstädt 1607
- Dissertationum ex Juris Civilis Libri II, Helmstedt 1607.